# Завет
За́вет (болг. Завет) — місто в Разградській області Болгарії. Адміністративний центр общини Завет.

## Населення
За даними перепису населення 2011 року у місті проживали 3072 особи.
Національний склад населення міста:
| Національність   | Кількість осіб | Відсоток |
| ---------------- | -------------- | -------- |
| турки            | 1112           | 45,7%    |
| болгари          | 1017           | 41,8%    |
| цигани           | 271            | 11,1%    |
| інша             | 12             | 0,5%     |
| не визначились   | 19             | 0,8%     |
| Всього відповіли | 2431           |          |

Розподіл населення за віком у 2011 році:
Динаміка населення: